# Лаврентий Пападопулос
Лаврентий (на гръцки: Λαυρέντιος, Лаврентиос) е гръцки духовник, последен действащ митрополит на Халдия (1905 - 1922), митрополит на Драма от 1922 до 1928 година.

## Биография
Роден е със светското име Пападопулос (Παπαδόπουλος) или Харитадис (Χαριτάντης) в понтийското село Варену. Учи в Аригируполи. Завършва Халкинската семинария. Служи като дякон при Патриаршията в Цариград. По-късно става велик архидякон. На 11 май 1905 година е ръкоположен за свещеник от патриарх Йоаким III Константинополски.
На 22 май 1905 година е ръкоположен в „Животворящ източник“ в Балъклъ (Валукли) за халдийски и хериански митрополит. Ръкополагането е извършено от патриарх Йоаким III в съслужение с митрополитите Атанасий Кизически, Филотей Никомидийски, Константий Трапезундски, Герасим Писидийски, Константин Хиоски, Константин Ганоски и Хорски, Дионисий Силиврийски, Лука Дринополски, Поликарп Колонийски и Константин Веленски.
От 1913 година към титлата му е прибавена и Керасундски, тъй като бившата Керасундска екзархия е откъсната от Трапезундската митрополия и придаден на Халдийската и Херианска и митрополит Лаврентий мести седалището си в Керасунд.
След преместването на митрополит Агатангел Драмски и Малоазийската катастрофа на Гърция, на 25 октомври 1922 година Лаврентий е избран за драмски митрополит. При управлението му в 1924 година от Драмската митрополия е откъсната Филипийската епархия и Зъхненската епархия.